# Cantone di Fontenay-aux-Roses
Il Cantone di Fontenay-aux-Roses era una divisione amministrativa dell'arrondissement di Antony.
A seguito della riforma approvata con decreto del 26 febbraio 2014, che ha avuto attuazione dopo le elezioni dipartimentali del 2015, è stato soppresso.

## Composizione
Comprendeva il solo comune di Fontenay-aux-Roses.